# 차카오시

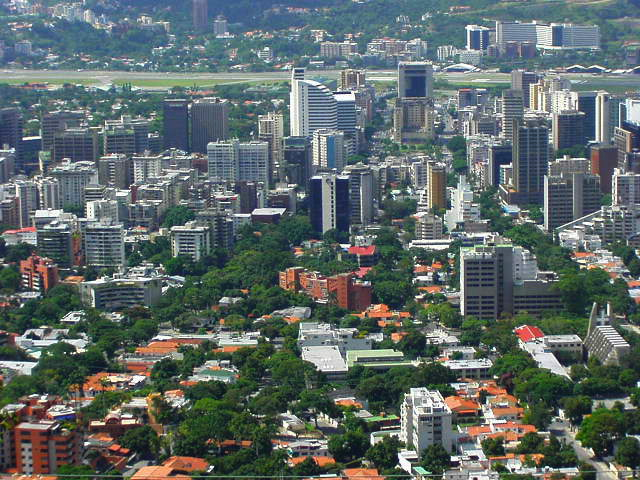
차카오 시

차카오시(스페인어: Chacao)는 베네수엘라 미란다 주의 지방 자치체로 면적은 12km2, 인구는 64,629명(2001년 기준)이다.

## 지리
차카오는 카라카스 계곡의 중동부, 과이르 강 북쪽에 위치하고 있으며, 동쪽, 남쪽, 서쪽으로는 다른 도시 자치구와 경계를 접하고 있으며, 북쪽으로는 아빌라 국립공원을 포함한 라 과이라 주와 접하고 있다.

## 경제
차카오는 바루타, 로스 살리아스와 함께 베네수엘라에서 빈곤율이 가장 낮은 지역 중 하나이며, 2011년 인구 조사에 따르면 빈곤율은 4.67%에 불과하다. 센트로 시우다드 커머셜 타마나코(CCCT), 삼빌 쇼핑몰, 센트로 리도, 센트로 산 이그나시오 등 도시의 주요 금융 및 쇼핑 센터는 물론, 주요 지역 은행과 외국 기관의 지점 및 본사, 증권 거래소, 도시에서 가장 고급 호텔, 그리고 정계 및 경제계 유명 인사들의 저택들이 자리 잡고 있다.
도시의 많은 쇼핑몰이 차카오 경계 내에 위치해 있다. 또한, 이 타운십은 카라케뇨족에게 인기 있는 아빌라 국립공원(사바스 니에베스)으로 가는 보행자 통행량이 가장 많은 곳이다. 라 카스테야나, 알타미라, 로스 팔로스 그란데스 인근의 레스토랑 거리, 공연예술센터(CELARG), 그리고 콘서트, 미술 전시회, 기타 문화 활동을 위한 공공 공간인 센트로 문화 차카오(Centro Cultural Chacao)가 그 외 명소이다. 카라카스에서 가장 큰 도시 공원인 파르케 델 에스테(Parque del Este)는 비록 대부분 인근 수크레시 (미란다주) 지역에 있지만, 주요 입구 중 하나가 차카오에 있어 로스 팔로스 그란데스와 다른 차카오 지역 주민들에게 인기 있는 레크리에이션 및 운동 공간이다.
이 도시는 많은 은행들이 본사를 이전한 주택가인 엘 로살(El Rosal)로 이전하면서 금융 중심지로 부상했다. 주요 도로인 프란시스코 데 미란다 거리와 그 주변 지역은 카라카스의 구시가지와 맞먹는 사무 공간 확보율을 자랑하며, 국내에 지사를 둔 외국 기업들이 선호하는 곳이다. 대표적인 오피스 빌딩으로는 파르케 크리스탈, 센트로 레토니아, HP 타워, 애틀랜틱 빌딩, 라 카스테야나 센터, 멀티센트로 엠프레사리알 델 에스테, 센트로 리도, 센트로 산 이그나시오, KPMG 타워, 포럼 타워, 셸 타워 등이 있으며, 그 외 여러 빌딩에는 정부 산하 기관들이 입주해 있다.
베네수엘라의 전통적인 민간 부문은 유가 급등으로 인해 도시 곳곳에서 번창하는 새로운 단기 사업과 프랜차이즈로 대체되었다. 차카오는 이러한 머니 웨이브 열풍의 주요 요인으로, 상업용 및 주거용 부동산 가격이 전국에서 가장 높은 편이다. 캄포 알레그레 주거 지역은 전국에서 평균적으로 부동산 가격이 가장 높다.
에스타라르 항공의 본사는 차카오의 알타미라에 있다.

## 같이 보기
- 카라카스
- 지방 자치체